# Labrisz Leszbikus Egyesület
A Labrisz Leszbikus Egyesület Magyarország első leszbikus szervezeteként olyan társadalom létrejöttén dolgozik, ahol a nőknek lehetőségük van szabadon megválasztani partnerüket, életformájukat, illetve félelem nélkül megélni és felvállalni identitásukat az életük minden területén.

## Története
A „labrisz” görög szó, jelentése kétoldalú bárd, az ókori matriarchális társadalmak és a görög amazonhadseregek használták fegyverként, illetve aratóeszközként. Ma a legelterjedtebb leszbikus szimbólumként ismert. 1999-ben jegyezték be. Alapítói többnyire az 1990-ben alakult Feminista Hálózat és az 1994-ben elindult NANE (Nők a Nőkért Együtt az Erőszak Ellen) feminista egyesületek aktivistái.

## Céljai
Az egyesület azért jött létre, hogy felhívja a közvélemény figyelmét a női szexuális kisebbség hátrányos megkülönböztetésére, és oldjon az előítéleteken, sztereotípiákon. Az egyesület legfontosabb célja a cisznemű és transznemű identitású, leszbikus és biszexuális irányultságú nők önelfogadásának és láthatóságának erősítése, valamint a szélesebb társadalommal folytatott dialógus publikációkon, ismeretterjesztésen és az egyesület középiskolai programján keresztül.

## Tevékenységei

### Könyvkiadás
2000-ben elindították „Labrisz-könyvek” sorozatukat. A sorozat eddig megjelent kötetei:
- Leszbikus tér/erő (2000)[2] – esszékötet, amely a leszbikus történelemről és politikáról, a feminizmusról, identitásról, a reprezentációról és az előbújásról szól
- Szembeszél - Leszbikusok a szépirodalomban (2001)[3] – verseket és novellákat tartalmaz
- Előhívott önarcképek. Leszbikus nők önéletrajzi írásai (2003)[4] – leszbikusok levél- és naplórészleteit, önéletrajzi írásait tartalmazza a „kezdetektől” napjainkig, Ausztráliától Amerikán át Nyugat- és Közép-Kelet-Európáig
- Már nem tabu - tanári kézikönyv a melegekről, leszbikusokról, biszexuálisokról, transzneműekről (2002)[5] - nevelési, oktatási segédanyag a pedagógusok számára az iskolai elfogadás elősegítéséhez
- Eltitkolt évek (2011)[6][7] - az azonos címet viselő dokumentumfilm alapján készült, kibővített herstory interjúkötet, amely 16 leszbikus és biszexuális nő életútját mutatja be
- Még mindig tabu? LMBT személyek az iskolában (2018)[8] - nevelési, oktatási segédanyag a pedagógusok számára az iskolai elfogadás elősegítéséhez
- Meseország mindenkié (2020)[9] - mesekönyv, amely bizonyos etnikai és társadalmi kisebbségek szemszögéből mesél újra klasszikus népmeséket. A mesék főszereplői különböző kisebbségek, hátrányos helyzetű csoportok tagjai, például elhanyagoló/bántalmazó családban élő gyerekek, LMBTQ emberek, romák vagy örökbefogadott gyerekek. (A könyv megjelenése jelentős politikai hullámokat keltett.)
- Ezenkívül a Háttér Társaság egyesülettel közösen kiadták az Összefoglaló a melegek, leszbikusok és biszexuálisok diszkriminációjáról Magyarországon, 2001 című könyvet és A szexuális orientáció az Európai Unióban és Magyarországon című útmutatót, mely a melegek és leszbikusok jogi és társadalmi helyzetét mutatja be Magyarországon és az Európai Unióban.

### Labrisz-estek
1996 óta havi rendszerességgel közösségszervező beszélgetőestek leszbikus és biszexuális nőknek különböző témákban. A beszélgetések elsődleges célja, hogy megtörje a rejtőzködést, a bezártságot, és segítsen a leszbikus nőknek önmaguk elfogadásában.

### Tabuk nélkül
A Melegség és Megismerés a Labrisz és 2007-től a Szimpozion Egyesület közös programja volt. A Labrisz 2000 őszén, az Európai Unió PHARE Demokrácia Mikroprojektje támogatásával fogott bele „Melegség és megismerés” című programjába, melynek célja, hogy segítsen olyan környezetet teremteni az iskolákban, diákok és tanárok között egyaránt, ahol tiszteletben tartanak mindenféle másságot, s ahol így meleg, leszbikus, biszexuális vonzalmai miatt sem érhet senkit, semmilyen formában bántalmazás. Ennek érdekében meghívásos alapon, iskolai órák keretében tájékoztató beszélgetéseket ajánlottak a témában. A program önkéntesei beszélgetős foglalkozásokat tartottak az LMBTQ-emberek életéről, problémáiról a magyarországi középiskolákban és felsőoktatási intézményekben. A programhoz kapcsolódó első kötet 2002-ben jelent meg Már nem tabu - Kézikönyv tanároknak a leszbikusokról, melegekről, biszexuálisokról és transzneműekről címmel, ami felvilágosító anyagokat, óraterveket, személyes írásokat tartalmaz. 2018-ban jelent meg a Még mindig tabu? - LMBT személyek az iskolában című edukációs célú segédanyag, amely a pedagógusok mellett már diákokat és szülőket is megszólít. (A második kiadvány és a hozzá kapcsolódó, érzékenyítő célú videók bemutatására több rendezvényt is szervezett a két egyesület, amelyet szélsőjobboldali aktivisták rendszeresen megzavartak, ellehetetlenítettek.) A program honlapja. 2023-tól az Amnesty International-lal, a Háttér Társasággal és a Szivárvány Misszió Alapítvánnyal közösen két évre meghirdetett Befogadó Terek program vette át a funkcióját. 2024-től az iskolás gyerekekkel és fiatalokkal foglalkozó pedagógusok, iskolai szakemberek, illetve szülők LMBTQ specifikus képzéseként Tabuk nélkül néven folytatódik az egyesület edukációs programja.

### LIFT - Leszbikus identitások Fesztiválja
2005 őszén rendezték meg Magyarországon az első, egész napos leszbikus kulturális fesztivált. A programok között filmvetítések, műhelyek, irodalmi műsor, kiállítás és buli kapnak helyet. Az évente megrendezett fesztivál fő célja, hogy kreatív alkotásokon keresztül segítse elő a láthatóbbá válást, és oldjon a leszbikussággal kapcsolatos hamis sztereotípiákon.

### Gobbi Hildafilmklub
2006 óta a filmklub havonkénti rendezvénye azokat a kérdéseket veti fel, amelyek a hazai leszbikus és biszexuális nők személyes élményeit, társadalmi megítélését érintik. A filmvetítéseket követő beszélgetések meghívott előadók segítségével, a közönség bevonásával zajlanak.

### Budapesti Leszbikus Filmbizottság
Az egyesület tagjaiból alakult meg a filmbizottság. Első saját gyártású tematikus filmjüket, melyet a Balázs Béla Stúdió támogatott, 2000 nyarán, az V. Meleg és Leszbikus Film- és Kulturális Fesztiválon vetítették nagy sikerrel, Mihez kezdjen egy fiatal leszbikus a nagyvárosban? címmel. Második filmjüket, A rózsaszín görény című leszbikus társadalmi krimit a 2003-as fesztiválon mutatták be, és meghívást kapott a berlini és párizsi leszbikus filmfesztiválokra. Rövidfilmjeikből Nagyfilmek a kisvilágból címmel volt látható egy csokorra való a 2004-es fesztiválon, ekkor készült a 2006-ban bemutatott Eklektika Tánciskola című dokumentumfilm; 2005-ben újabb két dokumentumfilmmel jelentkeztek (Elsőbálozók és Zarándoklat a Kecskerúzs földjére); 2006-ban pedig A fásli, a zokni és a szőr című drag king dokut forgatták, amely benevezett a 2007-es Magyar Filmszemlére is. 2009-ben került bemutatásra az Eltitkolt évek című dokumentumfilm, 2021-ben és 2023-ban pedig A második aranykor című dráma. Bódis Kriszta 2007-es Falusi románc című művéhez hasonlóan Szatinán forgatták 2005-ben A leszbikus jakobinusok lázadása nevet viselő játékfilmet.

### Pikk Dáma
A Pikk Dáma a Labrisz Egyesület nyílt kártyaklubja. (Egyéb társasjátékok is asztalra kerülhetnek.) Havi rendszerességgel rendezi meg az egyesület, és szeretettel várják játékos kedvű nőtársaikat!

### Egyéb tevékenységek
- Rendszeresen részt vesznek a Budapest Pride szervezésében, női programokkal, workshopokkal. A fesztivál szervezésére létrehozott Szivárvány Misszió Alapítvány társalapítói.
- Fontosnak tartják a leszbikus archívum építését, az egyesület belső életére, történetére vonatkozó és a leszbikusságot érintő publikációk, könyvek, hangfelvételek és videomunkák gyűjtését, ezen keresztül pedig a magyarországi leszbikus kultúra és történelem felkutatását és megismertetését.
- 2006 őszétől nyílt órákat tartanak az egyesület irodájában minden hétfőn és csütörtökön 18–21 óra között az érdeklődők számára.
- A Labrisz Leszbikus Egyesület, a Háttér Társaság egyesülettel közösen, 2013 februárjában csatlakozott először a világot átívelő LMBT Történeti Hónap rendezvénysorozat szervezőihez. A történeti hónap célja, hogy művészeti, kulturális és közéleti eseményeivel segítse az LMBT emberek életének, kultúrájának megismerését, és a történelem (újra) felfedezését.A honlap oldala
- 2006-ban és 2007-ben a nemi szerepek és identitások határait feszegető Drag King workshop-okat tartottak.
- XX generációk kiállítás 2019-ben
- Labrisz 25 – Leszbikus Herstory Magyarországon kiállítás[13]

## Külső hivatkozások
- A Labrisz Leszbikus Egyesület honlapja